# Rubus stormanicus
Rubus stormanicus är en rosväxtart som beskrevs av Heinrich E. Weber. Rubus stormanicus ingår i släktet rubusar, och familjen rosväxter. Inga underarter finns listade i Catalogue of Life.